# Ayo Technology
„Ayo Technology” este al patrulea single din al treilea albumul al lui 50 Cent, Curtis. Cântecul este o colaborare cu artistul american Justin Timberlake.